# آئرو ای. ۱۰
آئرو ای. ۱۰ (به انگلیسی: Aero_A.10) یک هواگرد از نوع مسافربری ساخت شرکت آئرو ودوخودی است. هواگرد آئرو ای. ۱۰ نخستین پروازش را در ۳ ژانویه ۱۹۲۲ میلادی انجام داد. در مجموع، تعداد ۵ فروند از این هواگرد ساخته شده‌است.